# 卡普里莱
卡普里莱（義大利語：Caprile），是意大利比耶拉省的一个市镇。总面积11平方公里，人口211人，人口密度19.2人/平方公里（2009年）。ISTAT代码为096013。